# Hilarographa perakana
Hilarographa perakana es una especie de polilla de la familia Tortricidae. Fue descrita por Razowski en 2009.
La envergadura de la hembra es n 16 mm. Cabeza y tórax pardo amarillentos. No se conocen los machos.